# Čistá u Horek
Čistá u Horek é uma comuna checa localizada na região de Liberec, distrito de Semily.